# Chrám svatého Mikuláše (Mikulov)
Pravoslavný chrám svatého Mikuláše v Mikulově je původně evangelický kostel postavený v novogotickém stylu z roku 1903. Nachází se v ulici Nádražní č. 27 na jihozápadním okraji jihomoravského města Mikulov nedaleko tamního nádraží. V současné době kostel vlastní Pravoslavná církevní obec v Mikulově Olomoucko-brněnské eparchie a je to jediný pravoslavný chrám v okrese Břeclav.

## Historie

### Evangelický kostel

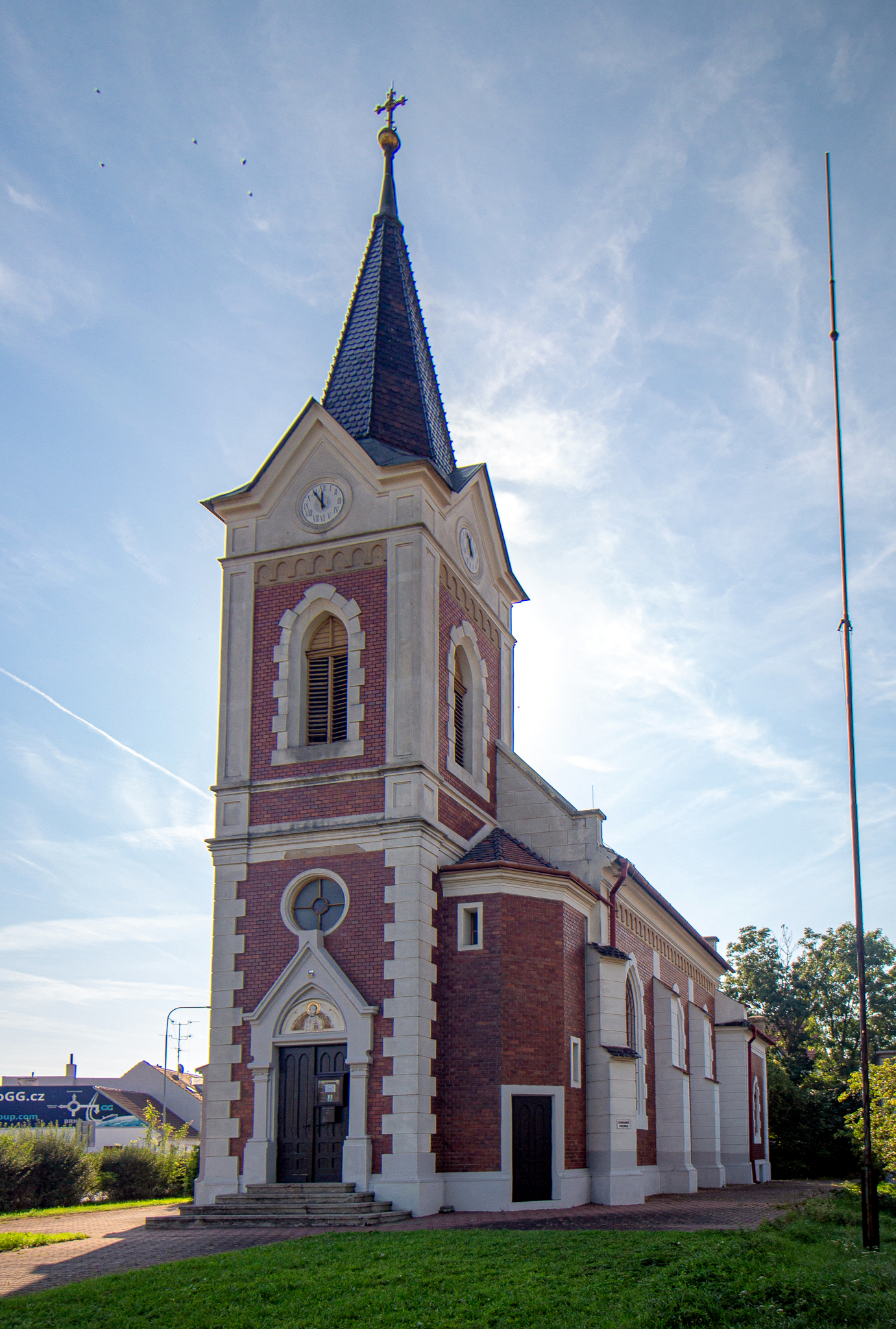
Průčelí s věží

Kostel byl vystavěn v pozdně-historickém novogotickém slohu roku 1903 z iniciativy obchodníka Josefa Johanna Kreimla pro potřeby mikulovských německých evangelíků. Většinu nákladů nesla církevní evangelická Nadace Gustava Adolfa. Hotový kostel byl vysvěcen 15. listopadu 1903 s patrociniem sv. Mikuláši. Mezi významné členy německého evangelického sboru patřil tehdejší starosta Mikulova Dr. Emil Just, který v době nacistické persekuce židů a Romů bránil jejich deportacím do koncentračních táborů, za což byl poslán na východní frontu, kde zahynul.
Němečtí evangelíci kostel využívali až do nuceného vystěhování německojazyčného obyvatelstva v roce 1945.
Po válce kostel chátral a o jeho správu požádali členové Českobratrské církve evangelické, kteří se zde scházeli k bohoslužbám ve společném užívání s evangelíky augsburského vyznání. O získání kostela usilovali dlouhodobě a oficiálně objekt získali až v roce 1958.
Vedle tohoto sboru užívala kostel pro své bohoslužby i Církev československá husitská a Evangelická církev metodistická.

### Pravoslavný chrám
V roce 1988 objekt kostela získala Olomoucko-brněnská eparchie České pravoslavné církve a do roku 1995 nově vzniklá Pravoslavná církevní obec v Mikulově objekt revitalizovala pro potřeby pravoslavných bohoslužeb. Chrám sv. Mikuláše dne 7. prosince 1997 slavnostně vysvětil tehdejší olomoucko-brněnský biskup Kryštof.

## Popis
Jednolodní kostel v novogotickém slohu byl postaven podle projektu architekta Trtilka z režných cihel a tesaného kamene s dominantní hranolovou věží ve vstupním průčelí.
Autorem původní malířské výzdoby s raně křesťanskými motivy byl Joža Uprka. Malby po adaptaci na pravoslavný chrám částečně zrestauroval Nikos Armutidis a některé malby vytvořil nově.
Z důvodu probíhající rekonstrukce rychlostní komunikace v těsné blízkosti kostela hrozilo narušení statiky stavby, proto se v této souvislosti uvažovalo o stržení kostela. Od návrhu bylo upuštěno a naopak byla posílena statika kostela a bezprostředního okolí.
Přestavba kostela po roce 1995 probíhala intenzivněji za pomoci dotace Evropské komise, příspěvků od Okresního úřadu v Břeclavi, Městského úřadu v Mikulově, Památkového úřadu Brno a z příspěvků věřících. V roce 1997 tak byla dokončena celková renovace objektu, kterou řídil Vojtěch Příbramský z Mikulova.